# Tigelino
Ofonio Tigelino  (Agrigentum, c. 10-Mondragone, 69) fue el prefecto del pretorio de la guardia imperial romana conocida como la Guardia Pretoriana durante gran parte del reinado de Nerón, de quien fue consejero principal. Tigelino adquirió el favor imperial a raíz de conocer a la madre de Nerón, Agripina, que presionó para que se le nombrara prefecto del pretorio a la muerte de Sexto Afranio Burro. Tigelino ejerció como líder de la Guardia, primero junto a Lucio Fenio Rufo, después junto a Cayo Ninfidio Sabino.
Ganó popularidad en Roma gracias a su crueldad. Durante la segunda mitad de la década de los 60, el emperador se hizo cada vez más impopular ante los ojos del pueblo y del ejército. Una serie de rebeliones de los gobernadores provinciales derrocaron al gobierno de Nerón y le condujeron al suicidio en 68. Cuando se hizo evidente que Nerón iba a caer, Tigelino desertó del bando del emperador y se unió a Galba. Lamentablemente para Tigelino, el breve gobierno de Galba fue rápidamente sustituido por el de Otón que ordenó la ejecución de Tigelino.

## Orígenes

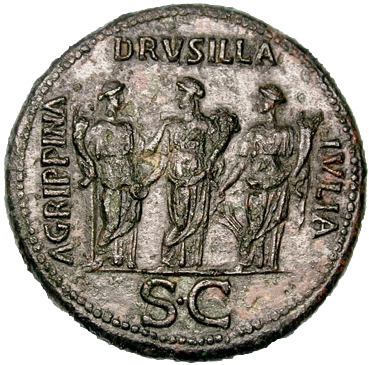
Las tres hermanas de Calígula: Agripina la Menor, Julia Drusila y Julia Livila. Después de la muerte de la segunda, Calígula exilió a las otras dos en 39. Tigelino sufrió la misma suerte.

Se sabe poco sobre el nacimiento y la juventud de Tigelino. Incluso su nomenclatura exacta no es bien conocida, su gentilicio parece haber sido Ofonio en lugar de Sofonio y su praenomen no fue mencionado más que por los escolios de Juvenal que indican Cayo o Marco. Calificado como un «hombre de nacimiento oscuro» por Tácito, parece haber sido el hijo de un ciudadano romano de ascendencia griega, originario de Agrigentum en Sicilia. Tigelino debió haber recibido una educación adecuada, a pesar de los modestos medios de su familia, ya que conoció a Marco Vinicio y Cneo Domicio Enobarbo.

## Vida

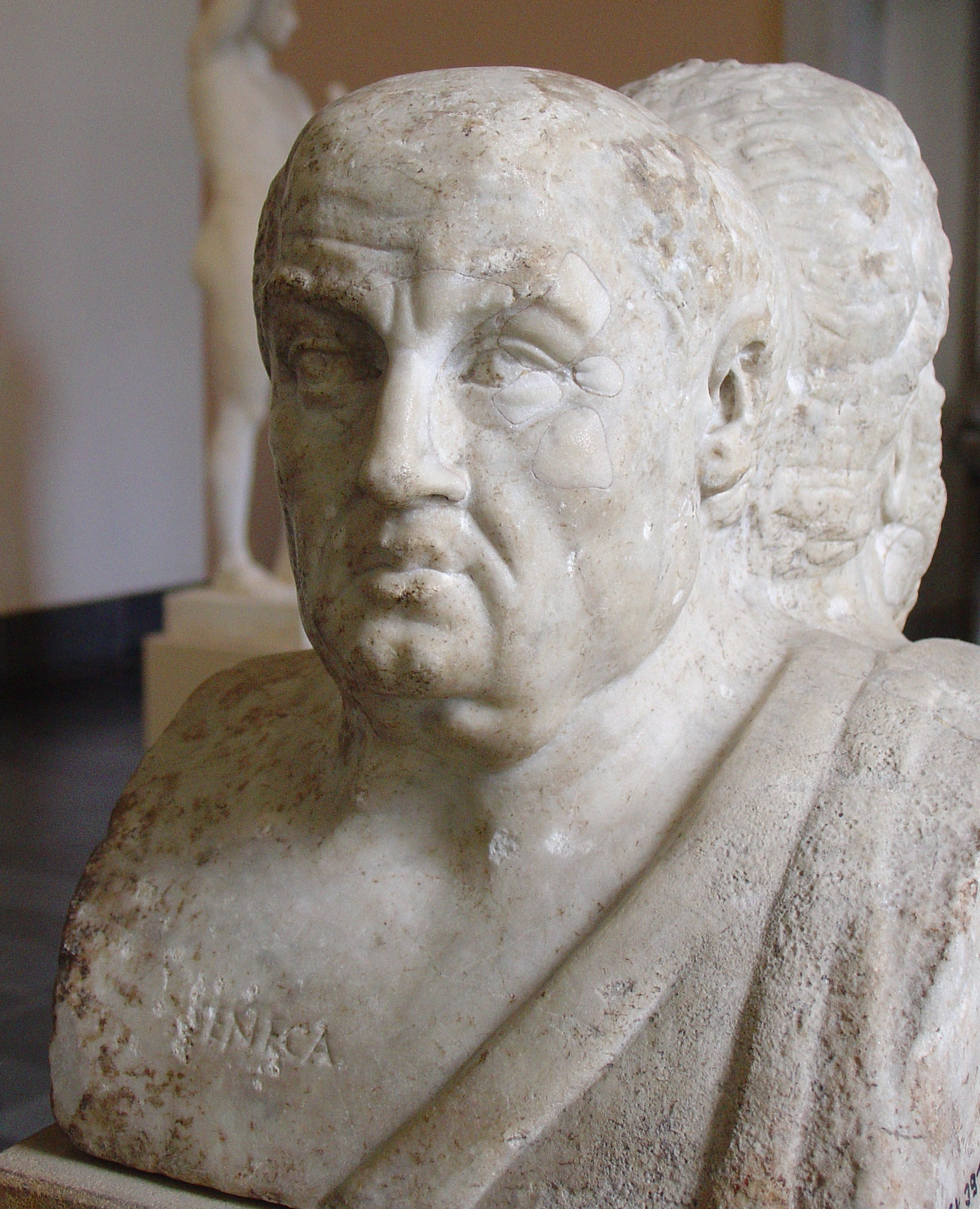
Busto del filósofo romano Séneca

Hijo de un ciudadano romano de ascendencia griega del sur de Italia, Tigelino no logró involucrarse rápidamente a la alta sociedad romana. Sin embargo, durante el reinado de Calígula, sus relaciones con las hermanas del emperador le valieron ser desterrado en el año 39 por este último a Grecia, al ser acusado de adulterio con Agripina y Julia Livila, las dos hermanas del emperador. Volvió a Italia bajo el gobierno de Claudio, quien le llamó como parte de su programa de regreso de exiliados en 41. Habiendo heredado una fortuna, compró tierras en Apulia y Calabria, se dedicó a la cría de caballos y se enriqueció gracias al comercio de ellos.
Su proximidad con Agripina le permitió entrar en contacto con su joven hijo Nerón. Se mantuvo muy próximo a este último tras su ascenso al trono en 54, fue de esta manera como obtuvo el favor de Nerón, con el que compartía vicios y crueldades, fue recompensado al ser puesto a la cabeza de la prefectura de los vigiles. Y luego en 62 se le promovió a la prestigiosa prefectura del pretorio de la Guardia Pretoriana. No obstante, Nerón lo obligó a compartir esta función, primero con Lucio Fenio Rufo y, luego, con Cayo Ninfidio Sabino.
La influencia de Tigelino creció a medida que todos los antiguos asesores del príncipe, como Sexto Afranio Burro y Séneca, desaparecieron de la escena política. Nerón lo honró permitiéndole organizar un suntuoso banquete en 64; luego, se hizo célebre por las orgías que organizaba en la ciudad y fue sospechoso de causar directa o indirectamente el Gran Incendio de Roma por orden del emperador.
En 65, durante la investigación destinada a abortar la conspiración de Cayo Calpurnio Pisón, él y Popea Sabina formaron una especie de consejo imperial. A cambio, al desbaratar la conspiración de Pisón, Tigelino le probó su lealtad. Desde entonces, vigiló que todos los potenciales adversarios de Nerón fueran eliminados. Al igual que Séneca, Petronio o Corbulón, varios senadores cayeron sin que su participación en la conjura haya sido claramente establecida.

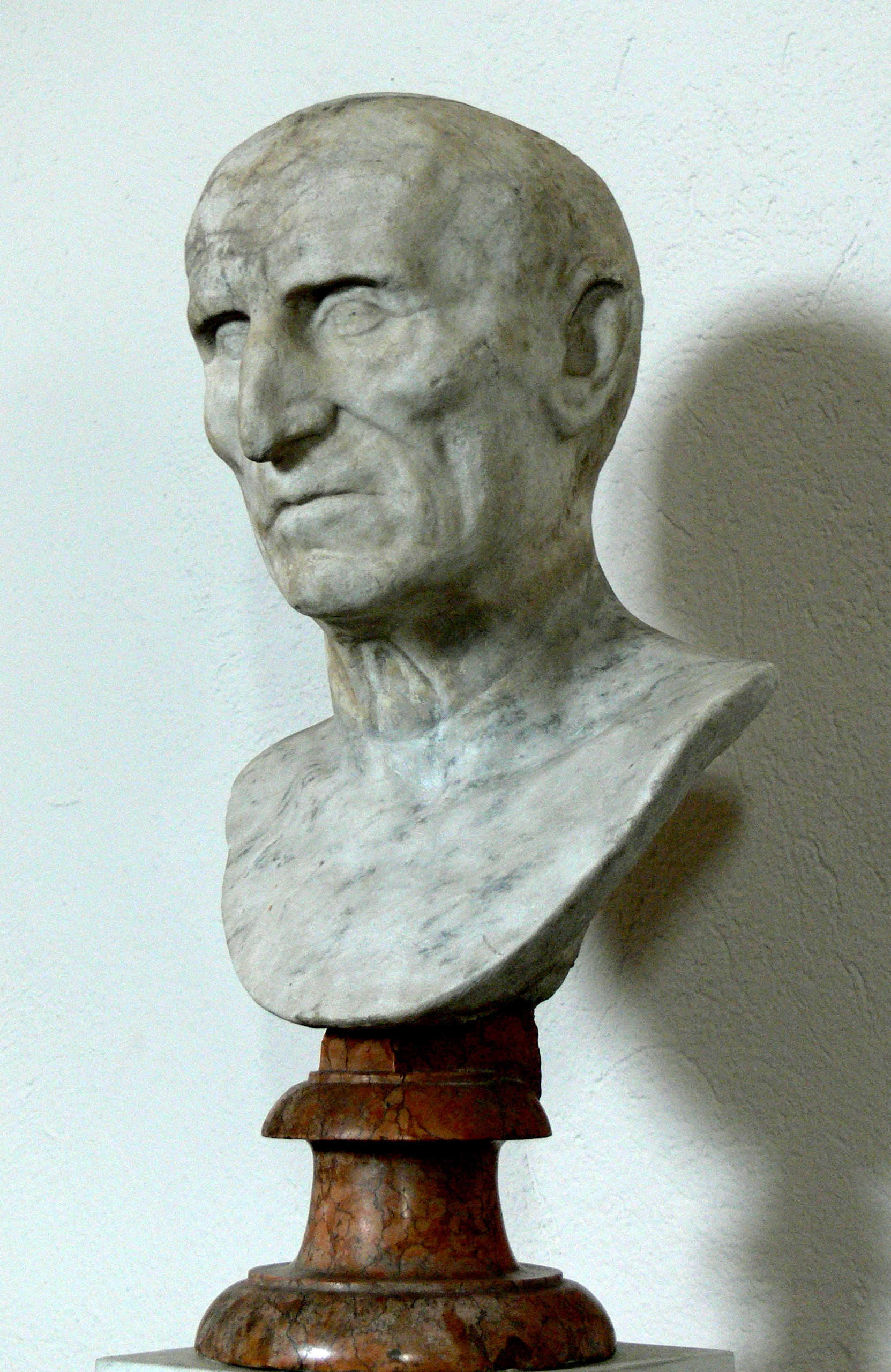
Busto del emperador Galba

A pesar de ser un amigo íntimo del emperador (le acompañó en su viaje a Grecia en 67), cuando parecía inminente la caída de Nerón, Tigelino y Ninfidio Sabino provocaron la defección de la Guardia Pretoriana. Al acompañar al emperador a Oriente por un año, cuando Galba agitó la bandera de la rebelión desde la Tarraconense, Tigelino se alejó de la Guardia Pretoriana, donde la influencia de su colega en la prefectura se hizo cada vez más grande. Así fue incapaz de impedir que Ninfidio Sabino tornara la guardia y el Senado contra Nerón.
Caído enfermo a su retorno a Roma, a inicios de 68, no tuvo más el control sobre sus hombres. Después del suicidio de Nerón, en junio de 68, y durante el reinado de Galba, se benefició un tiempo de la protección de Tito Vinio, un influyente asesor de Galba. Si bien se vio obligado a renunciar a su mando, logró salvar su vida gracias a él. Sin embargo, cuando en enero de 69, Galba y Vinio fueron masacrados en el Foro y cayó el gobierno de Galba, Tigelino se encontró sin aliados ante el nuevo emperador, Otón.

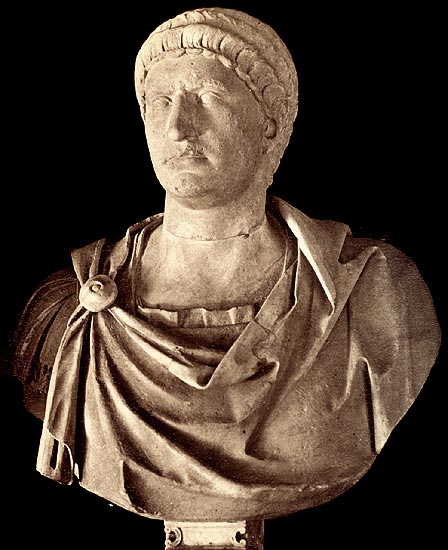
Busto del emperador Otón

Otón decidió ganarse la simpatía del pueblo, ejecutando a una figura tan odiada por el pueblo como era Tigelino. Cediendo a las demandas de quienes pedían su cabeza, Otón forzó a Tigelino, retirado en las termas de Mondragone, a poner fin a sus días. Cuando recibió noticias de que Otón le había condenado a morir, se degolló. 

### Manifestaciones artísticas
- Tigelino aparece en el juego y en la película La señal de la Cruz y en la novela de Henryk Sienkiewicz Quo vadis?.
- En la película Quo vadis? de 1951, Tigelino muere (o al menos es gravemente herido) de una puñalada de manos de un espectador, posiblemente un soldado de Aulo Plaucio, en el circo durante una revuelta contra el emperador.
- En la obra de Waldorf Camino a Damasco es representado como la astuta y hábil mano derecha de Nerón. En la obra es Tigelino el que tiene la idea de quemar la ciudad.